# Ummidia Quadratilla
Ummidia Quadratilla (Roma, siglo I) fue una mujer romana rica y miembro de la gens Ummidia. 

## Biografía
Falleció en el reino del emperador Trajano (98-117) con ochenta años, dejando dos tercios (ex besse) de su fortuna a su nieto y el otro tercio a su nieta. Su nieto Ummidius Quadratus fue amigo íntimo del senador e historiador romano Plinio el Joven, quien la alabó por promover los conocimientos de Quadratus y por mantenerlo al margen de su lujoso estilo de vida.
Plinio mencionó que ella mantuvo a Quadratus al margen de su extravagante estilo de vida "no sólo por amor, sino también por respeto". Lo hizo porque en su juventud el estilo de vida lujoso era común para ella y para otras familias similares; sin embargo, bajo el nuevo imperio romano, la sociedad se había convertido en una más estricta y lo mejor para Quadratus era no permitirse esos lujos si quería seguir su carrera.
Quadratilla fue seguramente la hija de Gaius Ummidius Durmius Quadratus, gobernador de Siria, que murió en el año 60. Se la nombra en dos inscripciones halladas en Casinum (Lacio), la ciudad natal de su familia:
- "Ummidia C(ai) f(ilia) / Quadratilla / amphitheatrum et / templum Casinatibus / sua pecunia fecit" ( CIL X, 5183 ).
- "[Ummidia C(ai) f(ilia) Qu]adrati[lla theatr]um / [impensis? patri]s sui [exornatum? vetus]tate / [collapsesum Casinatibus su]a pec(unia) [res]titu[it et ob dedica]tionem / [decurionibus et popu]lo et [m]ulier[ibus epulum] dedit" ( AE 1946, 174 / AE 1992, 244 )